# Донггі Сеноро ЗПГ
Донггі Сеноро ЗПГ – завод із зрідження природного газу на індонезійському острові Сулавесі. Сировинною базою є родовища ліцензійних блоків Матіндок та Томорі, які розробляються місцевими індонезійськими компаніями Pertamina і Medco. Для спорудження заводу залучили відому японську корпорацію Mitsubishi, що отримала частку у 44,9% та виступила оператором проекту. Іншими учасниками є південнокорейська KOGAS (15%), а також згадані Pertamina (29%) і Medco (11,1%).
Завод розмістили на Східному півострові в провінції Центральне Сулавесі. На південний захід від нього розташовані родовища, які постачають необхідний для роботи ресурс: Матіндок і Малеораджа (забезпечують поставки до 2,4 млн.м3 на добу), Сеноро, Донггі і Мінахакі (постачають до 7 млн.м3 на добу). Доставка їх продукції здійснюється по трубопроводу Донггі – Сеноро – DSLNG.
Потужність заводу, введеного в експлуатацію в 2015 році, становить 2 млн.т ЗПГ на рік. Для цього доволі невеликого обсягу було достатнім спорудити одну технологічну лінію. Вся продукція розподілена за довгостроковими контрактами між японськими Chubu Electric та Kyushu Electric (1 та 0,3 млн.т відповідно), а також корейською KOGAS (0,7 млн.т).
Причал комплексу може обслуговувати газові танкери з вантажомісткістю до 155000 м3. Для забезпечення потреб заводу споруджено власну електростанцію потужністю 68 МВт з тепловою ефективністю 88,95%.